# Lormetazepam
Lormetazepam (łac. lormetazepamum) – organiczny związek chemiczny, pochodna 3-hydroksybenzodiazepiny, zaliczany do substancji psychotropowych grupy IV-P. Stosowany jako lek nasenny, uspokajający i przeciwlękowy. Jest związkiem chiralnym, produkt farmaceutyczny jest mieszaniną racemiczną obu enancjomerów.
W porównaniu z innymi lekami z tej grupy terapeutycznej lormetazepam wykazuje silne, szybkie i stosunkowo krótkotrwałe działanie nasenne, wykazuje też działanie uspokajające i przeciwlękowe. W niewielkim stopniu działa miorelaksacyjnie i przeciwdrgawkowo. Podobnie jak inne benzodiazepiny, po podaniu doustnym wchłania się szybko i prawie całkowicie. Metabolizowany jest w wątrobie do nieczynnych psychotropowo metabolitów. Ze względu na krótki okres działania farmakologicznego oraz dość szybkie wydalanie wykazuje znaczny potencjał uzależniający. Lormetazepam w polskim lecznictwie jest stosowany sporadycznie.

## Mechanizm działania
Działa na wiele struktur ośrodkowego układu nerwowego, przede wszystkim układ limbiczny i podwzgórze, czyli struktury związane z regulacją czynności emocjonalnych. Nasila hamujące działanie neuronów GABA-ergicznych w obrębie kory mózgowej, hipokampa, móżdżku, wzgórza i podwzgórza. Lek zwiększa powinowactwo tego receptora do kwasu γ-aminomasłowego, który jest endogennym neuroprzekaźnikiem hamującym.

## Wskazania do stosowania
Doraźnie i krótkotrwale:
- w leczeniu zaburzeń snu (trudności w zasypianiu, wczesne przebudzenia poranne)
- w premedykacji do uciążliwych badań diagnostycznych

## Przeciwwskazania
- nadwrażliwość na pochodne benzodiazepiny
- ciężka niewydolność oddechowa niezależnie od przyczyny
- ciężka niewydolność wątroby
- zespół bezdechu sennego
- zaburzenia świadomości
- miastenia
- jaskra
- ostra porfiria
- zatrucia alkoholem lub lekami działającymi depresyjnie na ośrodkowy układ nerwowy

## Środki ostrożności
1. Przed rozpoczęciem leczenia należy określić przyczynę bezsenności.
2. Podczas leczenia może rozwinąć się psychiczne i fizyczne uzależnienie – szczególnie ostrożnie stosować u pacjentów z uzależnieniem od alkoholu, narkotyków lub innych leków w wywiadzie.
3. Regularne stosowanie lormetazepamu może prowadzić do rozwoju jego tolerancji.
4. Po zakończeniu leczenia może pojawić się tzw. bezsenność z odbicia (nawrót objawów o większym nasileniu).
5. Ze względu na ryzyko wystąpienia niepamięci następczej należy zapewnić pacjentowi 7–8 godzin nieprzerwanego snu po zażyciu leku.
6. Szczególnie ostrożnie stosować u pacjentów w podeszłym wieku (powyżej 65 lat) oraz u pacjentów z objawami depresji (ryzyko skłonności samobójczych).
7. Z uwagi na to, że preparat zawiera laktozę, nie powinien być stosowany u pacjentów z rzadko występującą dziedziczną nietolerancją galaktozy, niedoborem laktazy lub zespołem złego wchłaniania glukozy-galaktozy.
8. Stosowanie leku w pierwszym trymestrze jest dopuszczalne jedynie w przypadku bezwzględnej konieczności, a stosowanie bezpieczniejszych zamienników jest niemożliwe. U dzieci matek przyjmujących długotrwale benzodiazepiny w III trymestrze ciąży może rozwinąć się uzależnienie, a w okresie pourodzeniowym może wystąpić zespół odstawienny. Jeśli zachodzi konieczność podania leku w trakcie laktacji, należy przerwać karmienie piersią.

## Interakcje
Opioidowe leki przeciwbólowe, inhibitory MAO, leki przeciwdrgawkowe, anestetyki, leki nasenne, psychotropowe, przeciwdepresyjne, przeciwhistaminowe i leki hipotensyjne o działaniu ośrodkowym nasilają depresyjny wpływ lormetazepamu na ośrodkowy układ nerwowy. Przy jednoczesnym stosowaniu opioidów może wystąpić nasilenie euforii (ryzyko szybszego uzależnienia). Alkohol nasila działanie depresyjne leku, może doprowadzić do reakcji paradoksalnych, zaburzeń świadomości, niewydolności oddechowej i w konsekwencji nawet śmierci.

## Działania niepożądane
- senność, spowolnienie reakcji, ból i zawroty głowy, stany splątania, dezorientacji, ataksja
- dyzartria z mową zamazaną i nieprawidłowym wymawianiem, zaburzenia pamięci, bezsenność, pobudzenie, agresja, drgawki
- zaburzenia libido
- zaburzenia widzenia
- nudności, uczucie suchości w jamie ustnej, brak apetytu
- nietrzymanie moczu
- zwiotczenie mięśni
- zaburzenia miesiączkowania
- omdlenia
- leukopenia, agranulocytoza

Nagłe przerwanie leczenia może wywołać objawy zespołu odstawiennego: ból głowy, mięśni, pobudzenie, napięcie emocjonalne, niepokój ruchowy, stany splątania, drażliwość, bezsenność.
Podczas terapii może ujawnić się wcześniej istniejąca niezdiagnozowana depresja.

## Ostrzeżenia
- Lek należy odstawiać stopniowo.
- W trakcie leczenia oraz przez 3 dni po zakończeniu nie wolno pić alkoholu.
- Lek może osłabiać zdolność prowadzenia pojazdów i obsługi maszyn – powinno się unikać tych czynności w trakcie leczenia i 3 dni po jego zakończeniu.

## Dawkowanie
Doustnie.
Zaburzenia snu: zwykle 0,5–1 mg na pół godziny przed snem. W indywidualnych przypadkach dawkę można zwiększyć maksymalnie do 2 mg na dobę.
Premedykacja: zwykle 1 mg godzinę przed zabiegiem lub 2 mg pół godziny przed snem w dniu poprzedzającym zabieg.
Lek stosuje się doraźnie, czas leczenia należy ograniczyć do minimum (zwykle wynosi on od kilku dni do 2 tygodni, włącznie z okresem stopniowego odstawiania).

## Preparaty
Dostępny w Polsce preparat:
- Noctofer (Tarchomińskie Zakłady Farmaceutyczne „Polfa” SA) – tabletki (produkcja od 1986 roku[4])